# Gaio Marcio Rutilo Censorino
Gaio Marcio Rutilo Censorino (fl. IV-III secolo a.C.) è stato un militare e politico romano.

## Biografia
Fu eletto console nel 310 a.C., con Quinto Fabio Massimo Rulliano. A Fabio toccò la campagna militare contro gli Etruschi, mentre a Gaio Marcio quella contro i Sanniti.
Appena entrato nel Sannio, il console strappò ai nemici la città di Alife, iniziando poi a razziarne le campagne. Però i Sanniti, cui era giunta la notizia della campagna militare romana nei monti Cimini, così distanti da Roma, e contro un popolo valoroso come gli Etruschi, riorganizzarono le proprie forze, attaccando l'esercito consolare romano, che subì pesanti perdite, oltre il ferimento dello stesso console Gaio Marcio.
(Tito Livio, Ab urbe condita libri, IX, 38.)
Questa sconfitta, spinse il Senato alla nomina a dittatore di Lucio Papirio Cursore.
Nel 300 a.C. fu uno dei primi quattro plebei ad accedere alla carica di pontefice, fino ad allora, accessibile solo ai Patrizi.